# Medaille voor Verdienste
De Medaille voor Verdienste (Russisch: "Медаль "За отличие"") werd in
april 2002 ingesteld als een ministeriële onderscheiding van de Russische Federatie. 
De medaille wordt toegekend aan officieren van de inlichtingendienst die belangrijke voortgang boekten bij het organiseren en uitvoeren van inlichtingenwerk. Ook personen die opvallend aan het werk van de Sloezjba Vnesjnej Razvedki of de nationale interesse van Rusland hebben bijgedragen ontvangen deze medaille.

## De medaille
De gedeeltelijk geëmailleerde ronde medaille is van een nikkel-zilver alliage en draagt op de voorzijde een  zilverkleurige vijfpuntige ster met een centraal blauw medaillon waarop de aarde (de westelijke hemisfeer) is afgebeeld. Daaronder zijn, geheel in de stijl van de socialistische orden en de heraldiek van de Sovjet-Unie twee rood-wit-blauwe linten en een lauwertak afgebeeld. Op de vlakke keerzijde staat het rondschrift "ОТЕЧЕСТВО ДОБЛЕСТЬ ЧЕСТЬ СЛУЖБА ВНЕШНЕЙ РАЗВЕДКИ" en daarbinnen de opdracht "ЗА ЗАСЛУГИ".
De medaille heeft een diameter van 32 millimeter en wordt op de linkerborst gedragen aan een vijfhoekig gevouwen lint in twee even brede banen. De linkerbaan is hemelsblauw met een gele bies, de andere baan is rood-wit-rood.
Op een dagelijks uniform mag men een baton in de kleuren van het lint dragen.